# アドルフ・ヒトラーのセクシュアリティ

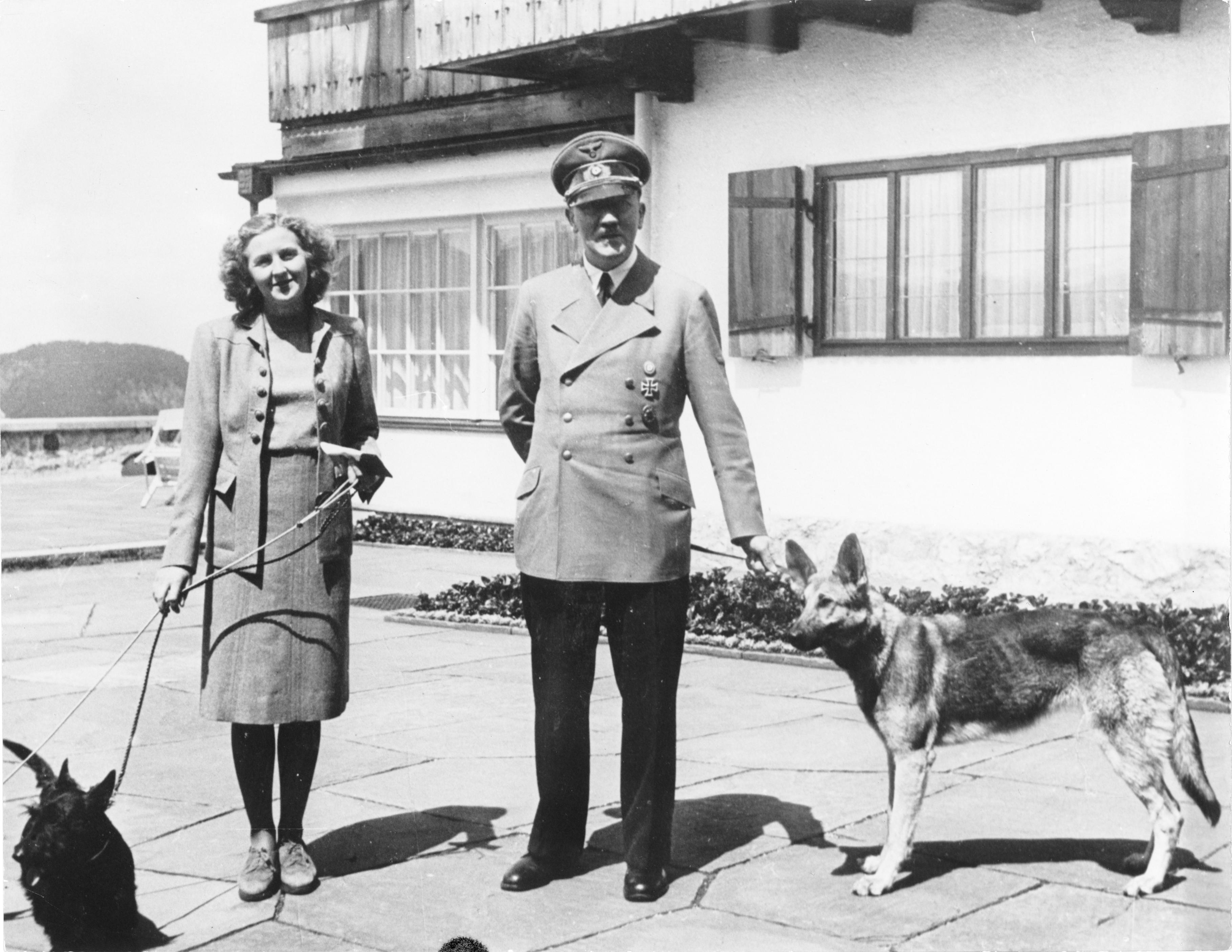
ベルクホーフに滞在中のアドルフ・ヒトラーとエヴァ・ブラウン（1942年6月14日撮影）

アドルフ・ヒトラーのセクシュアリティは、長きにわたり歴史的・学術的な議論の対象となっており、それにまつわる風説や臆測もまた数多く存在している。

## 概要
ヒトラーの性的指向については、同性愛、両性愛、あるいは無性愛など様々な主張が展開されてきた。ヒトラーがその生涯の中で複数の女性に恋愛感情を抱き、また同性愛に嫌悪感を抱いていたことが証拠によって証明されている一方で、ヒトラー自身による同性愛的行動についての証拠は存在しておらず、ほとんどの歴史家はヒトラーは異性愛者であったと考えている。
ヒトラーは、政治的使命と国家に全てを捧げた禁欲主義的な独身男性という対外イメージを作り上げており、約14年間続いたエヴァ・ブラウンとの関係も一握りの側近のみが知ることを許された秘密とされていた。ブラウンの伝記を著した作家ハイケ・ゲルテマーカーは、ヒトラーとブラウンは通常の性生活を送っていたと述べている。 最終的に2人は総統地下壕で結婚し、それから40時間以内に自殺を遂げた。
アメリカの戦略諜報局 (OSS) は、元ナチ党幹部オットー・シュトラッサーに対して行った聴取の中で、ヒトラーが糞尿愛好症的行為に及んでいたとの証言を得たが、イギリスの歴史家イアン・カーショーは、シュトラッサーによる証言を「反ヒトラー的なプロパガンダ」と表現している。ヒトラーが愛人との間に非嫡出子をもうけたという主張も存在しているが、カーショーを含む主流派の歴史家は、それらの主張が事実である可能性は極めて低いと判断している。

## 背景
ヒトラーの性生活は古くから様々な臆測や噂を生んできたが、そのような噂の中には政治的敵対者によって創作あるいは誇張されたものも多く含まれている。ヒトラーの周辺人物の性的傾向はよく知られている一方で、ヒトラー自身のセクシュアリティについては決定的な証拠が存在せず、その私生活についての情報は側近であった人物（元秘書やアルベルト・シュペーアなど）からの証言に大きく依存している。ヒトラーがその生涯の間に多くの女性に恋愛感情を抱き、また同性愛者には嫌悪感を抱いていたという証拠は存在するが、一方でヒトラー自身による同性愛的行動についての証拠は存在していない。
イギリスの歴史家イアン・カーショーは、ヒトラーは人とのスキンシップや性的行動（売春や同性愛を含む）に不快感を催す人物であり、その傾向はウィーンで過ごした青年時代に特に顕著だったと述べている。カーショーはまた、ヒトラーは性感染症にかかることを恐れていたとしている。
カーショーによれば、ヒトラーは第一次世界大戦に従軍中、仲間内でのセックスについての会話に参加しようとしなかった。そのことについて茶化されたヒトラーは、「フランス人の女とセックスしたがるなど、私なら恥ずかしくて死んでしまうだろう」、「君たちはドイツ人としての誇りを無くしてしまったのか？」などと言い返したという。仲間から女性に恋をしたことはないのかと尋ねられた際、ヒトラーは「そんなことにかまけている時間はなかったし、これから先もないだろう」と答えた。

## 女性との関係
ヒトラーは自らの対外的イメージとして、政治的使命とナチス・ドイツ国家に全てを捧げた、禁欲主義的な独身男性という像を作り上げていた。ヒトラーはまた、自分は（権力者としての立場もあって）女性にとって魅力的な男性であると認識していた。側近であったアルベルト・シュペーアの述懐によれば、ヒトラーは「知性の低い女性の方が、仕事や休暇の邪魔をしないので好ましい」と語っていた。カーショーは、ヒトラーと親密な関係になった女性のうち少なくとも3人（23歳年下のエヴァ・ブラウン、19歳年下のゲリ・ラウバル、21歳年下のマリア・ライター）が本人よりはるかに年少であったことに言及した上で、ヒトラーが若い女性を好んだのは、簡単に支配し、また操作できると考えていたからだと推測している。
ヒトラーの初期の側近の1人であったエルンスト・ハンフシュテングルは、「私が思うに、ヒトラーというのは得体の知れない類の男であり、完全なる異性愛者でもなければ完全なる同性愛者でもなかった ……私は、彼が性交不能であって、欲求不満から自慰に走るタイプだという確信を抱いていた」と述懐している。（ハンフシュテングルはヒトラーがアメリカ駐ドイツ大使の娘マーサ・ダッドと恋愛関係になるのを激励してもいた。）ハンフシュテングルによれば、映画監督レニ・リーフェンシュタールも当初はヒトラーとの恋愛関係を始めようと試みていたが、ヒトラーによって拒絶されたという。マクダ・ゲッベルスはヒトラーを何度もパーティに招待し、彼に女性との出会いの場を与えようとしたが、ヒトラーは興味を示さなかった。ユニティ・ミットフォードのような親ナチスの外国人女性が訪問した際には、彼女らに対して政治についてのレクチャーを行うのがヒトラーの常であった。

### ゲリ・ラウバル
ヒトラーは19歳年下の姪ゲリ・ラウバルに対して深い愛着を持っていた。ラウバルは1925年、母親がヒトラーの家政婦になったのに合わせてヒトラー宅に住み始めた。ヒトラーとラウバルの関係の詳細は明らかになっていないが、カーショーは2人の関係が潜在的には「性的な依存 (sexual dependence) 」であったと述べている。また、2人が恋愛関係にあるという噂は当時から存在していた。ラウバルは1931年9月、ミュンヘンのアパートでヒトラーの銃を用いて自殺した。彼女の死は長年にわたりヒトラーを精神的に苦しめ続けた。

### エヴァ・ブラウン
エヴァ・ブラウンは約14年間ヒトラーと恋愛関係にあったが、2人の関係は一握りの側近以外には知らされていない秘密だった。ヒトラーは、それらの側近に対してはブラウンとの関係を大っぴらにしており、2人はベルヒテスガーデンのベルクホーフ山荘で一緒に生活していた。ヒトラーの従者ハインツ・リンゲが自身の回顧録で語ったところによると、ベルクホーフ山荘には2人のために別々の寝室、別々の浴室が用意されており、それらの部屋はドアを使って相互に行き来できるようになっていた。リンゲによれば、ヒトラーは夜には自分の書斎でブラウンと2人で過ごした後、眠るために寝室に向かうのが常であったという。また、ブラウンは夜には寝間着を着てワインを飲んだが、ヒトラーが飲むのは紅茶であったという。他方、ブラウンの伝記を著した作家ハイケ・ゲルテマーカーは、ヒトラーとブラウンが通常の性生活を送っていたと述べている。ブラウンの友人や親戚によれば、ブラウンはミュンヘン会談中のネヴィル・チェンバレンがヒトラー宅のソファに座っている写真を見て、「あのソファで行われたいかがわしい行為を彼（チェンバレン）が知っていたら良かったのに」と言ってくすくす笑ったという。
ヒトラーがブラウンに愛情を抱いており、彼女がスポーツに参加した際やティータイムに遅れてきた際に心配を示していたことは、ヒトラーが残した手紙によって証明されている。秘書のトラウデル・ユンゲによれば、戦争中ヒトラーは毎日ブラウンに電話をかけており、ブラウンが（ヒトラーが買い与えた）ミュンヘンの家に滞在している時は常に彼女の身の安全を心配していたという。ユンゲから結婚していない理由を尋ねられた際、ヒトラーは、「……私は妻となる女性と十分な時間を過ごすことができなかっただろう」と答えた。さらにヒトラーは、自分は子供をつくることを望まないとユンゲに告げ、「（自分の子供達は）親と同じ才能を持つことを期待され、凡庸であることを許されないために、非常に辛い思いをすることになる」と語ったという。1945年4月下旬、ヒトラーとブラウンはベルリンの総統地下壕で結婚し、それから40時間以内に両者とも自殺を遂げた。

## 同性愛との関係
ヒトラーの政権は同性愛者に対する迫害を実行し、その結果として5,000-15,000人の同性愛者が強制収容所に送られ、うち2,500-7,500人が死亡したとたと推定されている。同性愛者のエルンスト・レームはヒトラーの親友であり、彼を「アドルフ」と呼んだ唯一の人物でもあったが、1934年の「長いナイフの夜」の後、ヒトラーはレームおよび他の突撃隊 (SA) 指導者の同性愛を不道徳であると糾弾した。
ヒトラーは1941年8月、「同性愛はペスト (the plague) と同等の感染性と危険性を持っている」と宣言し、ハインリヒ・ヒムラーによるドイツ軍および親衛隊 (SS) からゲイ男性を排除するための運動を支持した。男性の同性愛は違法行為とされ、違反者は刑務所、または直接強制収容所に送致された。

### ラウシュニングによる主張
ヘルマン・ラウシュニングは、第一次世界大戦中のヒトラーの軍歴資料をチェックする中で、ヒトラーが士官の1人との少年愛行為によって軍法会議にかけられ、有罪となったことを示す記述を見たと主張した。さらにラウシュニングは、ヒトラーはミュンヘンで刑法175条（少年愛を含む男性同性愛を禁止する法律）に違反したことで有罪判決を受けていたとも主張したが、どちらの主張にも裏付けとなる証拠は見つかっていない。

## OSSによる研究
1943年、アメリカの戦略諜報局 (OSS) は精神分析医ウォルター・ランガーによる、「ヒトラーの心理分析 : その生涯と伝説 (A Psychological Analysis of Adolf Hitler: His Life and Legend ) 」と題する報告書を受け取った。この報告書は連合国がヒトラーへの理解を深めるのを助けるため、OSSがランガーに制作を依頼したものだった。戦後、1972年に『ヒトラーの心―米国戦時秘密報告』として出版されたこの報告書は、ヒトラーは抑圧された同性愛的傾向を持つ人物であり、性的不能かつ糞尿愛好症でもあると主張していた。同じ1943年には、心理学者ヘンリー・マレーもヒトラーの心理を分析した別の報告書 (Analysis of the Personality of Adolph Hitler: With Predictions of His Future Behavior and Suggestions for Dealing with Him Now and After Germany's Surrender) をOSSに提出していた。マレーの報告書もまた糞尿愛好症の疑いについて触れていたが、全体的にはヒトラーを統合失調症と診断していた。OSSはナチ党内でヒトラーと敵対していたオットー・シュトラッサーを聴取したことがあり、その際シュトラッサーは、ヒトラーはゲリ・ラウバルに自らの体にまたがって排便・排尿するよう強要したことがあると証言していた。カーショーは、シュトラッサーが流布したヒトラーの「性的倒錯行為」に関する逸話は、「反ヒトラー的なプロパガンダであると捉えなければならない」と強く主張している。

## 近年の主張
ヒトラーのセクシュアリティについての研究は彼の死後も引き続き行われ、様々な主張が展開されてきた。その中でヒトラーは同性愛者、両性愛者、あるいは無性愛者であるとされ、自らの姪であるゲリ・ラウバルとの性行為に及んでいた可能性も指摘されている。
1995年に出版されたスコット・ライブリーとケヴィン・エイブラムスの著書『ピンク・スワスティカ』は、ナチ党の上層部は大部分が同性愛者で占められており、同性愛者が暴力的かつ危険であることは証明された事実であると主張した。主流派の歴史家は、『ピンク・スワスティカ』の内容は不正確で事実を歪めていると批判を行っている。ボブ・モーザー (Bob Moser) は南部貧困法律センターによる報告書の中で、この書籍は反同性愛者グループによって後押しされたものであり、その主張の根拠は「完全なる誤り」であるというのが歴史家の共通見解であると述べている。
1998年、マサチューセッツ大学ローウェル校のジャック・ニューサン・ポーターは、「ヒトラーは同性愛者を嫌悪していたのか？それとも自分自身の同性愛者としてのアイデンティティを恥じていたのだろうか？これらの疑問は心理歴史学の領域に属しており、既知の知識では答えることができない。私の所感としては、ヒトラーは伝統的な意味での無性愛者であり、また風変わりな性的フェティシズムを持っていたと思う」と書いた。
In 2004, HBO produced a documentary film based on Machtan's theory, titled [[]].
2001年、歴史家ロータル・マハタンは『ヒトラーの秘密の生活』を出版し、ヒトラーは同性愛者であると主張した。この本の中でマハタンは、ウィーン時代のヒトラーが持った若い友人達との体験について、また成人して以降のレーム、ハンフシュテングル、エミール・モーリスらとの性的関係について考察したほか、第一次大戦中にヒトラーの部下であったハンス・メンドが1920年代初頭にミュンヘン警察に告発した（ヒトラーに関する）一連の主張を検討していた。アメリカのジャーナリスト、ロン・ローゼンバウムはマハタンの著作に対して極めて批判的であり、マハタンによって示された「証拠に決定的なものはなく、そもそも証拠として成立していないことも多い」と述べた。大多数の学者はマハタンの主張をしりぞけており、ヒトラーは異性愛者であったと考えている。2004年、アメリカのテレビ局HBOは、マハタンの説に基づいたドキュメンタリー作品 Hidden Führer: Debating the Enigma of Hitler's Sexuality を制作した。

## 恋愛関係にあった可能性がある女性の一覧
| 名                         | 存命期間        | 享年 | 死因                                  | ヒトラーとの接触                       | ヒトラーとの関係 |
| -------------------------- | --------------- | ---- | ------------------------------------- | -------------------------------------- | --- |
| シュテファニー・ラバッチュ | 1887–1973年以降 | 不明 | 不明                                  | 1905年頃とされる                       | ヒトラーがラバッチュに恋愛感情を抱いていたとされている。 |
| シャルロット・ロブジョワ   | 1898–1951年     | 53歳 | 不明                                  | 1917年頃に出会ったとされる             | 息子であるジャン＝マリー・ロレがヒトラーが自らの父親であるとの主張を行っており、それが事実であればヒトラーはロブジョワと肉体関係を持ったことになる。歴史家であるイアン・カーショーとアントン・ヨアヒムスターラー、ジャーナリストのジャン＝ポール・ムルダー (Jean-Paul Mulders) 等は、ヒトラーがロレの父親である可能性は極めて低いとの見解を示している。 |
| エルナ・ハンフシュテングル | 1885–1981年     | 96歳 | 自然死                                | 1920年代に出会う                       | エルンスト・ハンフシュテングルの姉。ヒトラーの愛人であったと噂されていた。 |
| マリア・ライター           | 1911–1992年     | 81歳 | 自然死                                | 1925年に出会う                         | ヒトラーの愛人であった可能性がある。 |
| ゲリ・ラウバル             | 1908–1931年     | 23歳 | 自殺                                  | 1925年から死亡時までヒトラーの家で生活 | ヒトラーの姪であり、愛人であったと噂されていた。 |
| エヴァ・ブラウン           | 1912–1945年     | 33歳 | ヒトラーと共に自殺                    | 1929年の秋に出会う                     | ヒトラーの長年の愛人であり、最終的に妻となった。 |
| ユニティ・ミットフォード   | 1914–1948年     | 33歳 | 自殺を試みた9年後、後遺症が原因で死亡 | 1934年に出会う                         | ヒトラーの友人であり、愛人であったと噂されていた。 |